# مجتمع قائم على الواقع

رون ساسكيند، الصحفي الذي نسب العبارة إلى مسؤول في البيت الأبيض

المجتمع القائم على الواقع (بالإنجليزية: Reality-based community)‏ هو مصطلح ساخر للأشخاص الذين يبنون أحكامهم على الحقائق. وقد نسبت هذه التسمية أول مرة إلى مسؤول كبير يعمل مع الرئيس الأميركي جورج دبليو بوش، بواسطة الصحافي رون ساسكيند في عام 2004. وقد تبنى العديد من الليبراليين الأميركيين هذا الوصف لأنفسهم، واستخدموه لتصوير أنفسهم على أنهم ملتزمون بالحقائق على النقيض من المحافظين الذين يفترض أنهم يتجاهلون الخبرة المهنية والعلمية.

## تاريخ
نسب الصحفي رون ساسكيند هذه العبارة إلى مسؤول لم يذكر اسمه في إدارة جورج دبليو بوش والذي استخدمها لتشويه سمعة أحد منتقدي سياسات الإدارة باعتباره شخصًا يبني أحكامه على الحقائق. في مقالة نشرت عام 2004 في مجلة نيويورك تايمز.
كتب الباحث في العلاقات الدولية فريد هاليداي أن عبارة "المجتمع القائم على الواقع" (على النقيض من المجتمع القائم على الإيمان "faith-based community") كانت تستخدم "بالنسبة لأولئك الذين لم يشاركوا [إدارة بوش] الأهداف والتطلعات الدولية". أصر ساسكيند على رفضه تسمية المتحدث، لكن من المتوقع على نطاق واسع أن يكون مصدر الاقتباس هو كبير مستشاري بوش كارل روف.

## ردود الفعل
وصف عالم السياسة ومستشار الأمن القومي الأميركي السابق زبغنيو بريجينسكي اللقاء مع كبير مساعدي البيت الأبيض، كما أورد ساسكيند، بأنه نموذج "للغطرسة التي اجتاحت البيت الأبيض في عهد بوش". قارن الصحفي ستيفن بول العبارة بتعريف حنة أرندت للتفكير الشمولي، والذي وصفته بأنه "احتقار شديد للحقائق".
يكتب المؤرخ ديفيد غرينبيرغ أن العديد من الليبراليين الأمريكيين تبنوا هذا المصطلح باعتباره وسام شرف. ظهرت عبارة "[فخور بكوني عضوًا في] المجتمع القائم على الواقع" على المدونات والقمصان. تم استخدام المصطلح للسخرية من تمويل إدارة بوش للبرامج الاجتماعية القائمة على الإيمان، فضلاً عن العداء الملحوظ للخبرات المهنية والعلمية بين المحافظين الأمريكيين.
وقد ظهر الاقتباس بالكامل بشكل بارز في أغنية (Walk It Back) من ألبوم (Sleep Well Beast) لفرقة (The National) لعام 2017، وطلبت مجلة نيوزويك من روف وساسكيند التعليق على إدراجه. أنكر روف أن يكون المتحدث، مشيرًا إلى أن الاقتباس نفسه كان خياليًا، وأكد ساسكيند صحة الاقتباس ورفضه تحديد المصدر.  وقد أجرى المعلقون[من؟] أيضًا مقارنة بين الاقتباس الصادر في عام 2004 وصعود سياسات تجاوز الحقائق في أواخر العقد الأول من القرن الحادي والعشرين.

## للاستزادة
- Bartlett، Bruce (26 نوفمبر 2012). "Revenge of the Reality-Based Community". The American Conservative. مؤرشف من الأصل في 2017-10-02.
- Danner، Mark (2007). "Words in a Time of War: On Rhetoric, Truth and Power". في Szántó، András (المحرر). What Orwell Didn't Know: Propaganda and the New Face of American Politics (ط. 1st). New York: PublicAffairs. ص. 16–. ISBN:978-1-58648-560-3.
- Linker، Damon (27 يناير 2016). "The left vs. the reality-based community". The Week.
- Pennycook، Alastair (2018). "Re-engaging with reality". Posthumanist Applied Linguistics. Routledge. ISBN:978-1-3154-5757-4.